# Heteropoda dagmarae
Heteropoda dagmarae är en spindelart som beskrevs av Jäger och Vedel 2005. Heteropoda dagmarae ingår i släktet Heteropoda och familjen jättekrabbspindlar.
Artens utbredningsområde är Laos. Inga underarter finns listade i Catalogue of Life.